# North West Leicestershire

Localisation du district de North West Leicestershire dans le Leicestershire

Le North West Leicestershire est un district non-métropolitain du Leicestershire, en Angleterre. Ses principales villes sont Ashby-de-la-Zouch et Coalville.
Le district est créé en 1974, par le Local Government Act de 1972. Il est issu de la fusion des districts urbains d'Ashby de la Zouch, Ashby Woulds et Coalville, et des districts ruraux d'Ashby de la Zouch, Castle Donington, et d'Ibstock, issus du district rural de Market Bosworth.
Castle Donington, Donington Park, célèbres respectivement pour le Download Festival et le Grand Prix moto de Grande-Bretagne qu'ils accueillent, sont situés dans le district du North West Leicestershire, de même que l'aéroport d'East Midlands.

## Source
- (en) Cet article est partiellement ou en totalité issu de l’article de Wikipédia en anglais intitulé « North West Leicestershire » (voir la liste des auteurs).